# Sosna Murraya
Sosna Murraya (P. contorta subsp. murrayana) – podgatunek drzewa iglastego z rodziny sosnowatych (Pinaceae). Sosna Murraya występuje na terenie USA w górach Sierra Nevada, Górach Kaskadowych i Klamath Mountains (stany: Waszyngton, Kalifornia, Oregon) oraz w Meksyku w Kalifornii Dolnej.
Nazwa podgatunku pochodzi od Andrew Murraya (1812–1878), szkockiego botanika i znawcy drzew iglastych.

## Morfologia

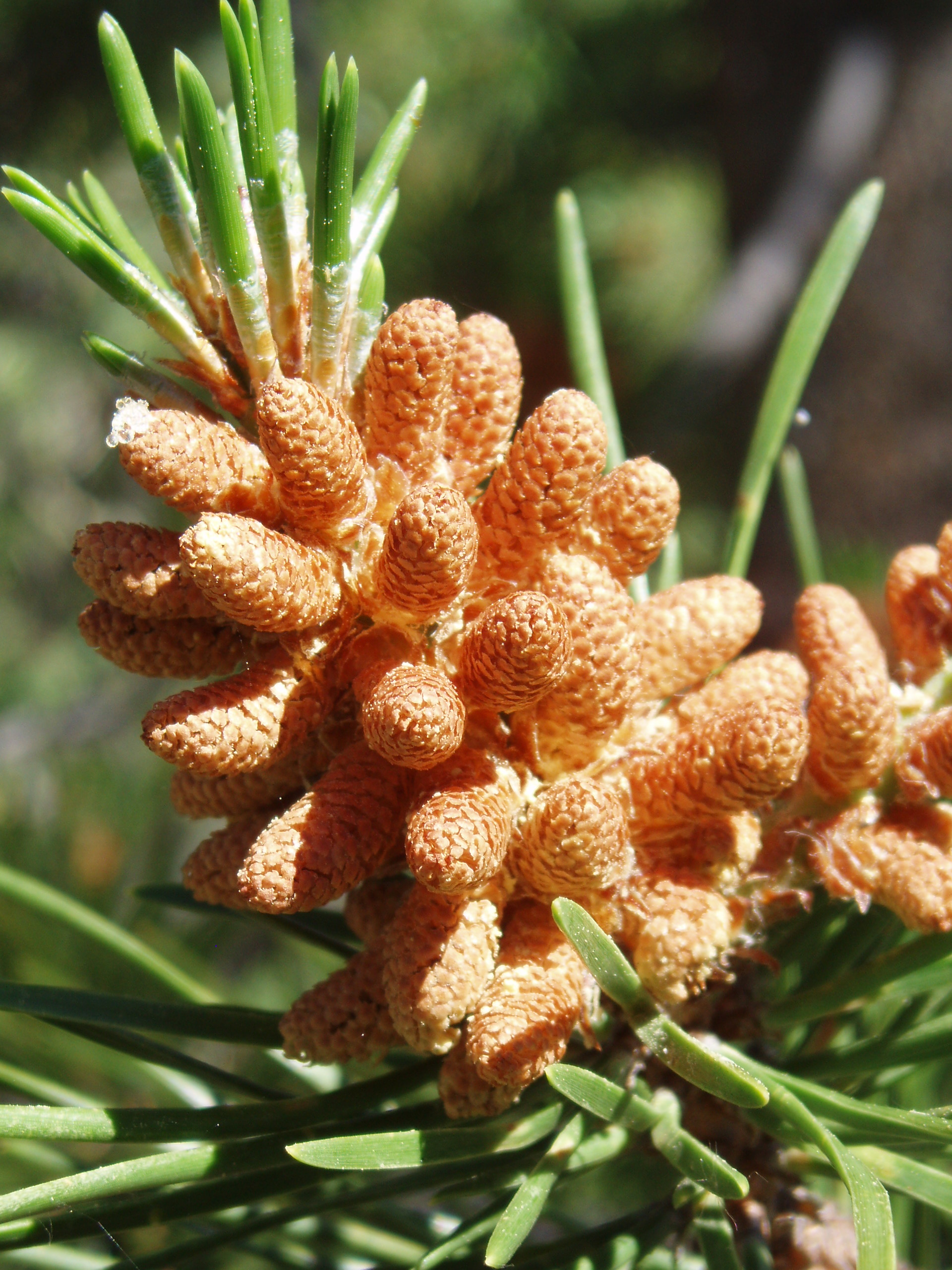
Szyszki męskie

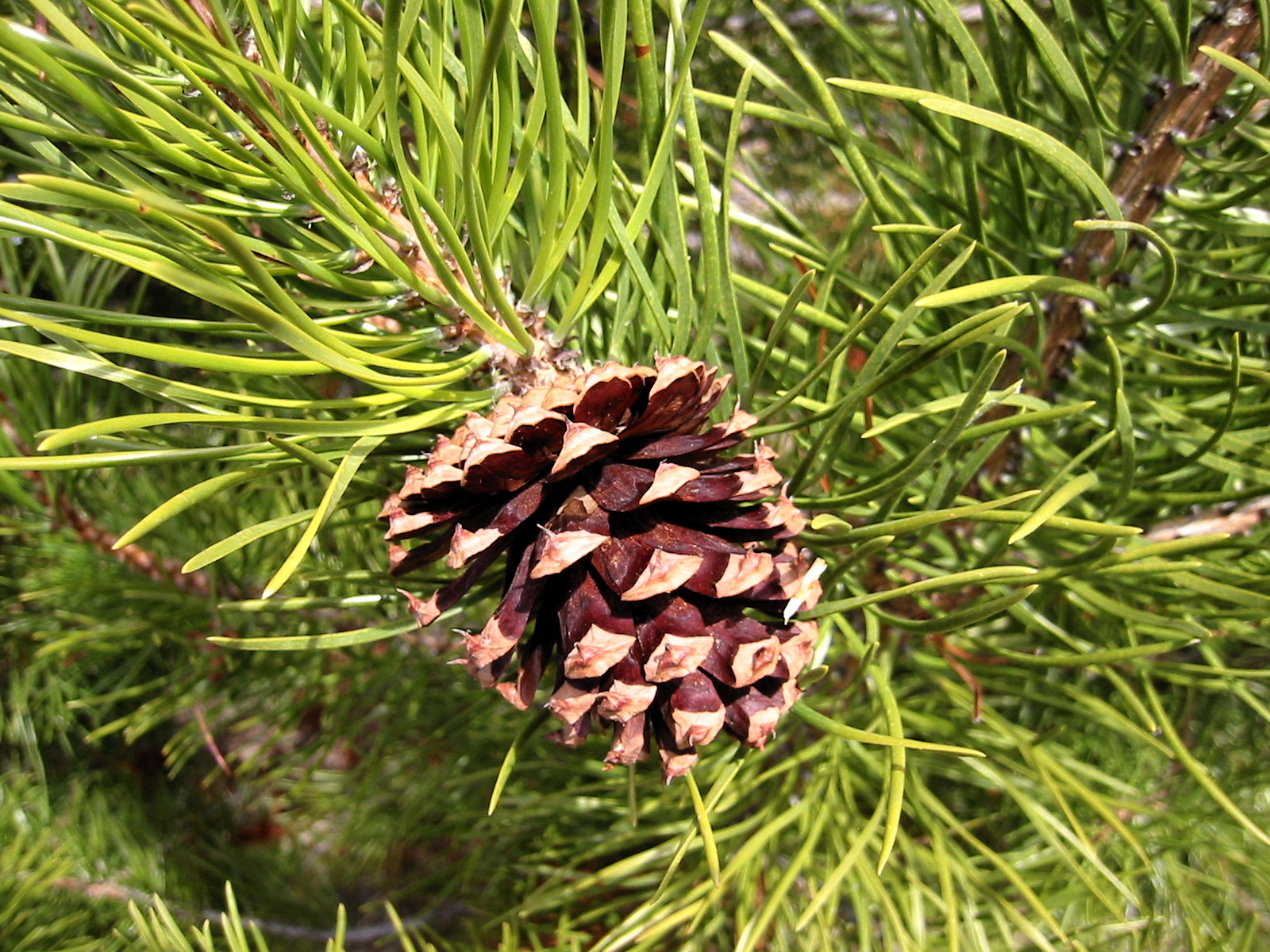
Szyszka nasienna i ulistnienie

PokrójDrzewo wiecznie zielone, wolno rosnące. Korona drzewa przeważnie stożkowata, gałęzie na końcach uniesione do góry.
PieńOsiąga wysokość 36 m (50 m) i 0,9 m średnicy. Kora pomarańczowobrązowa do czerwonobrązowej, łuszcząca się, lekko spękana.
LiścieIgły zebrane w pęczki po 2, żółtozielone, długości 5–8 cm, grubości 1–2 mm, ostro zakończone.
SzyszkiSzyszki męskie zebrane w klastry przy szczytach gałązek. Dojrzałe szyszki nasienne długości 3–6 cm, jasnobrązowe, prawie symetryczne. Wyrastają pojedynczo lub w parach, rzadko w okółkach. Łuski szyszek cienkie i giętkie. Apofyza z piramidką zakończoną delikatnym, 2–4 mm kolcem.

## Biologia i ekologia
Igły pozostają na drzewie przez 3–8 lat. Szyszki nasienne dojrzewają w ciągu 14–18 miesięcy od zapylenia, uwalniają nasiona i opadają wkrótce potem.
Najlepiej rośnie na terenach górzystych (400–3500 m n.p.m.), ze średnimi opadami deszczu. Dobrze znosi chłód ale nie lubi gorącego lata. Toleruje stanowiska nasłonecznione i półcieniste.

## Systematyka i zmienność
Synonimy: Pinus murrayana Balf., P. contorta var. murrayana (Balf.) Engelm., P. bourcieri Carrière, P. tamrac A Murray.
Pozycja podgatunku w obrębie rodzaju Pinus:
- podrodzaj Pinus
  - sekcja Trifoliae
    - podsekcja Contortae
      - gatunek P. contorta
        - podgatunek murrayana

Sosna Murraya klasyfikowana jest jako P. contorta subsp. murrayana, chociaż pod względem występowania, wyglądu i zapachu różni się od typowej sosny wydmowej (P. contorta).

## Zagrożenia
Międzynarodowa organizacja IUCN umieściła gatunek Pinus contorta, a tym samym ten takson, w Czerwonej księdze gatunków zagrożonych, przyznając mu kategorię zagrożenia LC (Least Concern, niskie ryzyko wyginięcia).